# Pancake Heater
Pancake Heater è il cinquantacinquesimo album in studio del chitarrista statunitense Buckethead, pubblicato il 5 settembre 2013 dalla Hatboxghost Music.

## Descrizione
Venticinquesimo disco appartenente alla serie "Buckethead Pikes", Pancake Heater è stato pubblicato appena un giorno dopo la pubblicazione del precedente album Slug Cartilage, uscito appunto il 4 settembre.

## Tracce
Musiche di Buckethead.
1. Pancake Heater – 3:24
2. Spires of Space Mountain – 3:28
3. Crumbled or Pelleted – 2:25
4. Topspin – 3:26
5. Trough Feeder – 3:34
6. Omni Mover Assistance – 3:25
7. Sprinkled – 2:57
8. Beak to Scoop – 3:28
9. Storing Feed – 5:16

## Formazione
- Buckethead – chitarra, basso, programmazione